# Пегг, Кен
Джеймс Ке́ннетт Пегг (англ. James Kenneth Pegg; 4 января 1926 — 25 августа 1999), также известный как Джи́мми Пегг (англ. Jimmy Pegg) или Кен Пегг (англ. Ken Pegg) — английский футболист, вратарь.

## Футбольная карьера
Уроженец Солфорда,  Джимми был работником на местной фабрике. В мае 1945 года Джимми подписал с клубом «Манчестер Юнайтед»любительский контракт, а в ноябре 1947 года — профессиональный контракт в качестве сменщика основного вратаря Джека Кромптона. 15 ноября 1947 года дебютировал в основном составе «Юнайтед», защищая ворота команды в выездном матче Первого дивизиона против клуба «Дерби Каунти». Пропустил в этой игре один мяч; матч завершился вничью со счётом 1:1. Через неделю, 22 ноября 1947 года, провёл свой второй матч за команду, защищая ворота в игре против «Эвертона». Пропустил два мяча, игра закончилась вничью со счётом 2:2. Больше в основном составе «Манчестер Юнайтед» не появлялся, а в августе 1949 года покинул команду.
В сезоне 1949/50 провёл два матча за «Торки Юнайтед» из Третьего южного дивизиона. В 1950 году провёл один матч за «Йорк Сити» из Третьего северного дивизиона.

## Статистика выступлений
| Клуб              | Сезон            | Лига | Лига | Кубок | Кубок | Итого | Итого |
| Клуб              | Сезон            | Игры | Голы | Игры  | Голы  | Игры  | Голы  |
| ----------------- | ---------------- | ---- | ---- | ----- | ----- | ----- | ----- |
| Манчестер Юнайтед | 1947/48          | 2    | 0    | 0     | 0     | 2     | 0     |
| Манчестер Юнайтед | Итого            | 2    | 0    | 0     | 0     | 2     | 0     |
| Торки Юнайтед     | 1949/50          | 2    | 0    | 0     | 0     | 2     | 0     |
| Торки Юнайтед     | Итого            | 2    | 0    | 0     | 0     | 2     | 0     |
| Йорк Сити         | 1950/51          | 1    | 0    | 0     | 0     | 1     | 0     |
| Йорк Сити         | Итого            | 1    | 0    | 0     | 0     | 1     | 0     |
| Всего за карьеру  | Всего за карьеру | 5    | 0    | 0     | 0     | 5     | 0     |